# Wielka Synagoga Chóralna w Rostowie nad Donem
Wielka Synagoga Chóralna w Rostowie nad Donem (ros. Главная хоральная синагога) – pierwsza żydowska bóżnica zbudowana w Rostowie nad Donem w 1855 roku, obecnie nieczynna. 
Powstała w 1855 roku (do tej pory rostowscy żydzi modlili się w domach modlitewnych) jako budynek murowany i jednopiętrowy. Została uroczyście otwarta 30 sierpnia 1868 roku. W 1881 wybudowano i przyłączono do synagogi dom modlitwy. W synagodze w 1903 otwarto Żydowską Bibliotekę i Czytelnię. Ponadto mieściła się w niej również Szkoła Talmud-Tora. Latem 1935 synagoga została upaństwowiona i utworzono tam Szpital Dermatologiczno-Wenerologiczny. Budynek został gruntownie przebudowany, a jego wygląd architektoniczny został zniekształcony. Wnętrza przeszły przebudowę, rozebrano salę modlitw. Poważnie zniekształcony został również wygląd elewacji synagogi: powiększono stare okna, zniszczono wiele sztukaterii. Zarządzeniem Naczelnika Obwodu Rostowskiego nr 411 z 9 października 1998 gmach Synagogi Głównej został objęty ochroną państwa jako obiekt dziedzictwa kulturowego o znaczeniu regionalnym.